# Peter Bowness, Baron Bowness

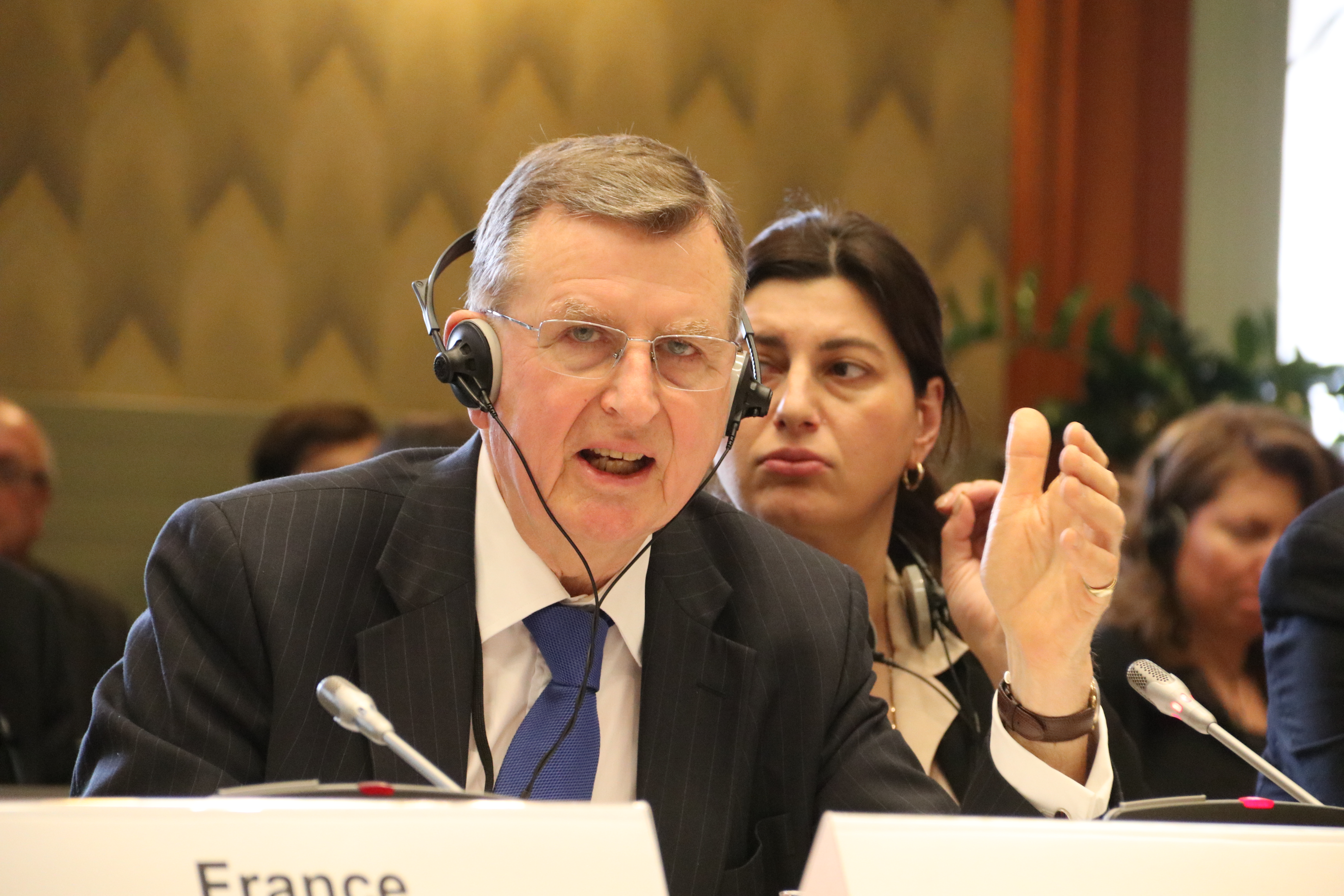
Peter Bowness, Baron Bowness (2017)

Peter Spencer Bowness, Baron Bowness, CBE, DL (* 19. Mai 1943) ist ein britischer Politiker (Conservative Party) und Life Peer.

## Leben und Karriere
Bowness besuchte die Whitgift School in South Croydon und die Law Society School of Law, sowie das College of Law. Ab 1966 arbeitete er als Rechtsanwalt. Von 1970 bis 2002 war er Partner bei Weightman Sadler Solicitors in Purley. Seit 2002 ist er als Berater (Consultant) in der Kanzlei Streeter Marshall Solicitors, die Büros in Croydon, Purley und Warlingham unterhält.
Von 1968 bis 1998 war er Mitglied des Stadtrates (Councillor) im London Borough of Croydon, dessen Vorsitzender (Leader) von 1976 bis 1994, sowie Bürgermeister (Mayor) von 1979 bis 1980. Bowness war von 1978 bis 1980 stellvertretender Vorsitzender der Association of Metropolitan Authorities und Vorsitzender der London Boroughs Association von 1978 bis 1994. Von 1994 bis 1996 war er Oppositionsführer im Croydon Council.
Seit 1981 ist er Deputy Lieutenant von Greater London. Er war von 1983 bis 1995 Mitglied in der Audit Commission, von 1985 bis 1993 im London Residuary Body und von 1989 bis 1992 bei der National Training Task Force.

## Mitgliedschaft im House of Lords
Bowness wurde 1996 als Baron Bowness, of Warlingham in the County of Surrey and of Croydon in the London Borough of Croydon zum Life Peer ernannt.
Von 1997 bis 1998 war er im House of Lords Oppositionssprecher für Fragen der Lokalverwaltung. 1999 bis 2000 gehörte er der Versammlung zum Entwurf einer Charta der Grundrechte der Europäischen Union als Vertreter des House of Lords an.
Bowness gehörte bzw. gehört mehreren Ausschüssen des Oberhauses an. Er war 1999 Vorsitzender des gemischten Unterausschusses (Bill Joint Committee) Draft Local Government (Organisation and Standards). Er war von 2000 bis 2003 Mitglied des EU-Unterausschusses C Common Foreign and Security Policy, welcher sich mit der Gemeinsamen Außen- und Sicherheitspolitik beschäftigt. Er war Mitglied im Untersuchungsausschuss Chinook ZD567 von 2001 bis 2002, sowie von 2002 bis 2006 und seit 2008 im Gemeinsamen Ausschuss für Menschenrechte (Human Rights Joint Committee).
Von 2003 bis 2007 war er Mitglied des Ausschusses für Angelegenheiten der Europäischen Union (European Union). Von 2003 bis 2006 saß er dem EU-Unterausschuss C Foreign Affairs, Defence and Development Policy vor. Im EU-Unterausschuss E Law and Institutions ist er seit 2006 Mitglied, seit 2009 kooptierter Vorsitzender. Seit 2009 ist er erneut Mitglied des Ausschusses für Angelegenheiten der Europäischen Union.
Bowness ist Vorsitzender der Litauen-Gruppe (Lithuania Group) seit 2001. Er ist stellvertretender Vorsitzender der Rumänien-Gruppe (Romania Group) seit 2006 und der Moldawien-Gruppe (Moldova Group) seit 2009.
Als Schwerpunkte seiner politischen Arbeit gibt Bowness auf der Seite des House of Lords die kommunale Verwaltung, insbesondere die Stadtverwaltung Londons, und Angelegenheiten der Europäischen Union an. Sein besonderes Interesse gilt den Ländern Mitteleuropas und Osteuropas, sowie dem Balkan.

## Weitere Ämter und Ehrungen
Er war Mitglied der britischen Delegation beim Congress of Regional and Local Authorities of Europe beim Europarat von 1990 bis 1998 und beim Ausschuss der Regionen (AdR) von 1994 bis 1998. Er war von 1993 bis 1994 Mitglied des Aufsichtsrates des London First/London Forum. Bowness ist Mitglied der Interparlamentarischen Union. Er ist seit 2007 außerdem Mitglied der britischen Delegation bei der 
parlamentarischen Versammlung der OSZE. Bowness war Direktor (Governor) der Whitgift Foundation.
1981 wurde Bowness zum Commander des Order of the British Empire ernannt. 1987 wurde er Freeman der City of London. 2002 wurde er Honorary Freeman des London Borough of Croydon.

## Familie
Bowness heiratete am 27. Juli 1969 Marianne Hall. Ihre Tochter wurde 1978 geboren. Die Ehe wurde 1983 geschieden. Am 6. Juni 1984 heiratete Bowness in zweiter Ehe Patricia Jane Cullis.